# Tetramerinx geniculata
Tetramerinx geniculata är en tvåvingeart som först beskrevs av Macquart 1851.  Tetramerinx geniculata ingår i släktet Tetramerinx och familjen husflugor. Inga underarter finns listade i Catalogue of Life.